# Jürgen Dassow
Jürgen Dassow (* 1947 in Burg Stargard) ist ein deutscher Mathematiker und Professor für Theoretische Informatik.
Er befasst sich besonders mit Automatentheorie und Formalen Sprachen. Von 1991 bis 1993 hatte er das Amt des Prorektors für Wissenschaft der Technischen Universität Magdeburg inne, von 1993 bis 1996 war er Gründungsrektor der Otto-von-Guericke-Universität Magdeburg.

## Leben und Wirken
Jürgen Dassow wurde in Burg Stargard südöstlich von Neubrandenburg im heutigen Landkreis Mecklenburgische Seenplatte in Mecklenburg-Vorpommern geboren und ist dort aufgewachsen. Er besuchte eine Polytechnische Oberschule (POS) und anschließend eine Erweiterte Oberschule (EOS), an der er 1966 das Abitur erworben hat. Unmittelbar nach dem Abitur folgte ein Studium der Mathematik an der traditionsreichen Universität Rostock, das er 1972 als Diplom-Mathematiker abschloss. In einem Forschungsstudium von 1970 bis 1972 erarbeitete er seine Dissertation, mit der er 1972 bei Gustav Burosch promovierte (Dr. rer. nat.).
Von 1972 bis 1980 arbeitete er als wissenschaftlicher Assistent, und in dieser Zeit erfolgte 1978 seine Habilitation (Dr. sc. nat., später in Dr. rer. nat. habil. gewandelt), nachdem er zuvor die Lehrbefähigung Facultas Docendi erworben hatte.
Jürgen Dassow  wurde 1980 als Hochschuldozent an die Technische Hochschule Otto-von-Guericke Magdeburg berufen. 1987 wurde er als Professor für Algebra der Technischen Universität Otto-von-Guericke Magdeburg berufen. Hier war er von 1987 bis 1990 Direktor der Sektion Mathematik und Physik, dem Vorläufer der heutigen Fakultät für Mathematik der Otto-von-Guericke-Universität Magdeburg. Danach wurde er durch den damaligen Rektor Richard Teßmer für das Amt des Prorektors für Wissenschaft bestellt, das er von 1991 bis 1993 ausübte.
1992 wurde Dassow auf den Lehrstuhl für Theoretische Informatik berufen. Seine wichtigsten Arbeitsgebiete wurden die Theorie formaler Sprachen und die Automatentheorie.
Mit Gründung der Otto-von-Guericke-Universität Magdeburg am 3. Oktober 1993 wurde Jürgen Dassow zum Gründungsrektor gewählt und hatte damit eine große Aufgabenfülle zu bewältigen. Im Nachgang zur deutschen Wiedervereinigung von 1990 war eine breite Diskussion um die Neustrukturierung der akademischen Einrichtungen in Magdeburg entstanden. Es entwickelten sich diverse Zielvorstellungen von der Gründung einer Volluniversität Magdeburg, die aus den bestehenden Institutionen der Technischen Universität Magdeburg, der Medizinischen Akademie Magdeburg und der Pädagogischen Hochschule Magdeburg gebildet werden sollte. Der damalige Rektor Richard Teßmer arbeitete hierzu mit den verschiedenen akademischen Gremien dieser Einrichtungen in der Vorbereitungsphase eng zusammen.
Es oblag dem Gründungsrektor Dassow insbesondere, die Fakultäten der Universität neu zu gründen und arbeitsfähig zu machen, so dass innerhalb dieser wiederum Institute stabil aufgebaut werden konnten. Die Berufung zahlreicher neuer Universitätsprofessoren auf bestehende und neu gegründete Lehrstühle erfolgte gleichfalls in der Amtszeit von Dassow. Die Gründung und Entwicklung von An-Instituten wie des Instituts für Automation und Kommunikation (ifak, Gründer: Peter Neumann) und des Max-Planck-Institut für Dynamik komplexer technischer Systeme (Gründungsdirektor: Ernst Dieter Gilles) standen auf der Tagesordnung von Dassow. Ebenso die Sicherung der speziellen Gesundheitsversorgung der Bevölkerung durch Einrichtungen der Medizinischen Fakultät.

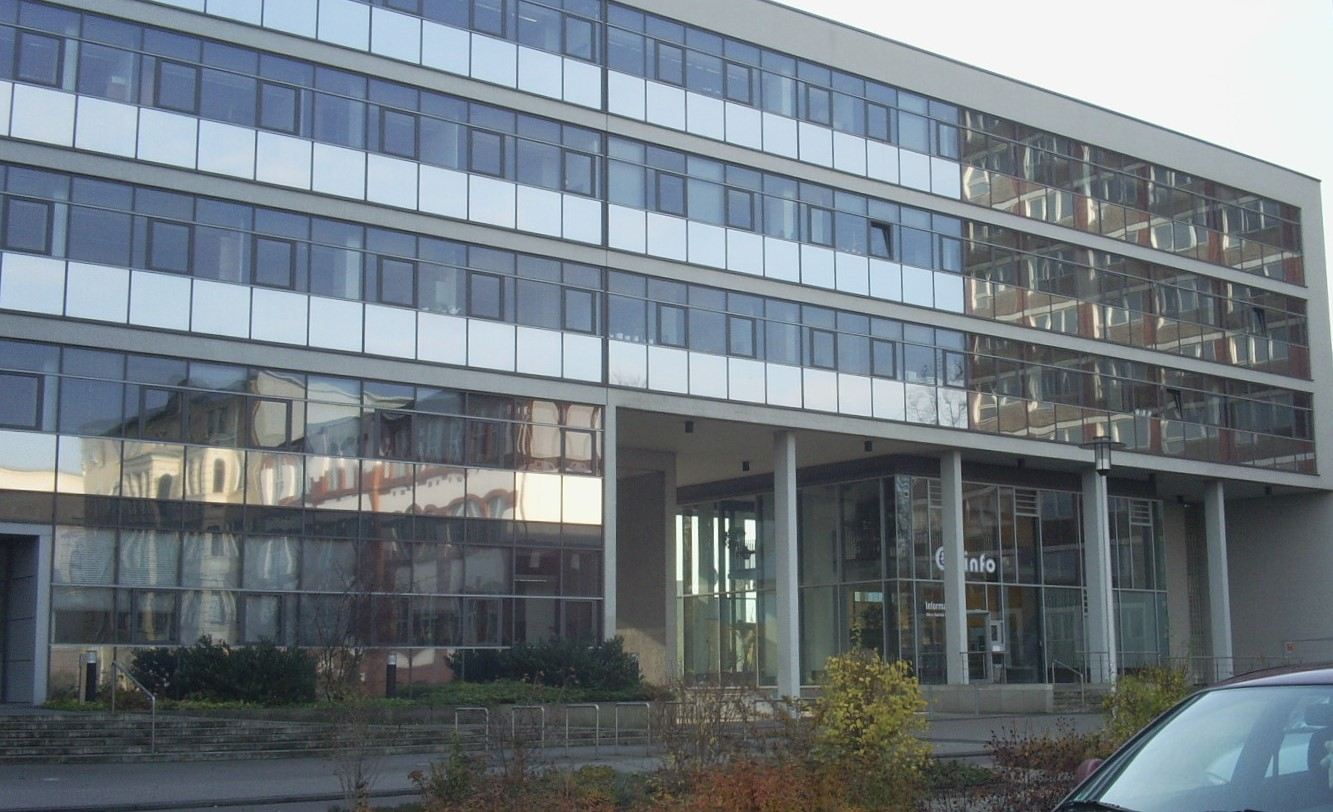
Neubau für die Fakultät Elektrotechnik und Informationstechnik, gleichzeitig als neues Tor zur neuen Otto-von-Guericke-Universität

Die hierzu erforderliche Planung und der Baubeginn von Universitätsgebäuden war ebenso erforderlich und musste durch den Gründungsrektor Dassow geführt sowie geschickt verhandelt werden. So entstand u. a. eine Fakultät Elektrotechnik und Informationstechnik zusammen mit einem Fakultätsneubau, bei deren Aufbauprozessen sich Ulrich Korn stark engagierte, der dann 1992/93 als Prodekan und 1994/98 als Dekan wirkte. Dieser Neubau gestaltete zugleich ein neues Tor zu der neuen Universität. Und dies alles hatte Dassow zu leisten unter den Bedingungen stark zugenommener Zahlen an Studierenden. Dieses anspruchsvolle Gründungsamt übte er bis 1996 aus, ihm wurde hierzu allseits eine erfolgreiche Tätigkeit bescheinigt. Im Amt folgte ihm dann Harald Böttger.
1998 wurde Dassow Dekan der Fakultät für Informatik bis zum Jahre 2004. Dassow entwickelte die Fakultät zu einer der erfolgreichsten Informatikfakultäten Deutschlands. Er brachte damals Neuerungen ein wie die Gründung des bundesweit ersten SAP-Hochschulkompetenzcenters (UCC), die Einführung neuer Studiengänge wie der Ingenieurinformatik, der Umzug der Fakultät in ein eigenes Gebäude oder die ersten Juniorprofessuren an der Fakultät. Zum Ende seiner Amtszeit war die Fakultät für Informatik Magdeburg eine der bestausgerüsteten Informatikfakultäten Deutschlands, so war es u. a. in einem Bericht der Süddeutschen Zeitung zu lesen.
Am 18. September 2012 wurde Jürgen Dassow mit einem Festkolloquium feierlich in den Ruhestand verabschiedet.
Jürgen Dassow ist verheiratet und hat zwei erwachsene Kinder, er lebt in Magdeburg.

## Publikationen (Auswahl)
Dassow ist Autor/Koautor von 4 Monografien und mehr als 200 Beiträgen in wissenschaftlichen Fachzeitschriften, von etwa 20 Proceedings sowie von über 100 Vorträgen in nahezu 20 Ländern.
- Completeness problems in the structural theory of automata.  Akademie-Verlag, Berlin 1981.
- Jürgen Dassow, Gheorghe Păun: Regulated Rewriting in Formal Language Theory. Akademie-Verlag, Berlin 1989, ISBN 978-3-05-500408-7; Springer, Berlin; Heidelberg; New York; London; Paris; Tokyo; Hong Kong 1989, ISBN 978-3-540-51414-5.
- Logik für Informatiker.Teubner, Stuttgart; Leipzig; Wiesbaden 2005, ISBN 978-3-519-00518-6.
- Henning Bordihn, Martin Kutrib, Bianca Truthe  (Herausgeber), Jürgen Dassow (Gefeierter): Languages alive – essays dedicated to Jürgen Dassow on the occasion of his 65th Birthday. Springer, Berlin; Heidelberg 2012, ISBN 978-3-642-31643-2.